# Kazimierz Spałek
Kazimierz Spałek (ur. 13 lutego 1920 w Brzózce, zm. 5 lipca 1992) – polski działacz robotniczy, w latach 1968–1973 przewodniczący prezydium Miejskiej Rady Narodowej Częstochowy.

## Życiorys
Urodził się w rodzinie chłopskiej jako syna Aleksandra i Anny w powiecie częstochowskim w 1920. Przed II wojną światową pracował w odlewni „Blachownia”. W czasie okupacji niemieckiej wywieziony na roboty, wrócił do kraju w 1945. Wstąpił wówczas do PPS i ponownie podjął pracę w „Blachowni”, będąc tam jednocześnie I sekretarzem POP PZPR.
Od 1949 do 1951 pracował w Komitecie Powiatowym PZPR w Częstochowie jako instruktor, od 1952 do 1953 był sekretarzem ds. propagandy w KP PZPR w Kłobucku, a w latach 1953–1955 był I sekretarzem KP PZPR w Częstochowie. W 1957 ukończył Wyższą Szkołę Nauk Społecznych przy KC PZPR i podjął pracę przy Komitecie Wojewódzkim PZPR w Katowicach jako instruktor Wydziału Organizacyjnego, później był członkiem tego KW. Od kwietnia 1960 do kwietnia 1968 pełnił funkcję I sekretarza KP PZPR w Zawierciu, przyczyniając się do rozbudowy miejscowej huty i stworzenia nowych dzielnic mieszkaniowych. Podczas rządów w Zawierciu ukończył zaocznie Wyższą Szkołę Ekonomiczną. W 1968 zasiadł w egzekutywie Komitetu Miejskiego PZPR w Częstochowie.
7 maja 1968 został przewodniczącym prezydium MRN w Częstochowie i pełnił tę funkcję do początku lipca 1973. W następnych latach pracował na stanowiskach partyjnych w ulokowanych w NRD oddziałach polskich firm budowlanych.